# Шауні (Оклахома)
Шауні (англ. Shawnee) — місто (англ. city) в США, адміністративний центр округу Поттаватомі штату Оклахома, є частиною Об'єднаної Статистичної Області Оклахома Сіті-Шауні та найбільшим містом Статистичної Області Мікрополії Шауні. Місто розташоване на автомагістралі 40. На сході від міста лежить Оклахома-Сіті.. Населення — 31 377 осіб (2020).
У Шауні знаходиться Університет Святого Григорія, установа Бенедиктинських католиків, заснована 1875 року, та Баптистський Університет Оклахоми, заснований 1906 року. Місто було використано засновниками БУО частково через те, що дві (баптистські конвенції (одна на Індіанській території, і одна на території Оклахома) раніше об'єдналися, і Шауні було нейтральною територією. Місто також є одним з найбільших передмість Оклахома-Сіті. Воно не було ні частиною Індіанської території, ні частиною території Оклахома, і належало Потауатомі.
Регіональний Аеропорт Шауні має асфальтовану злітно-посадкову смугу довжиною 6000 футів та з освітленням.

## Етимологія
Місто отримало ім'я за назвою індіанського племені шауні.

## Географія
Шауні розташоване за координатами 35°21′50″ пн. ш. 96°57′38″ зх. д. / 35.36389° пн. ш. 96.96056° зх. д. (35.363903, -96.960453).  За даними Бюро перепису населення США в 2010 році місто мало площу 120,31 км², з яких 114,31 км² — суходіл та 6,00 км² — водойми.

## Демографія
Згідно з переписом 2010 року, у місті мешкало 29 857 осіб у 11 619 домогосподарствах у складі 7376 родин. Густота населення становила 248 осіб/км².  Було 13205 помешкань (110/км²).
Расовий склад населення:
| - 73,1 % — білих - 14,2 % — корінних американців - 4,2 % — чорних або афроамериканців - 0,8 % — азіатів - 1,3 % — осіб інших рас |

До двох чи більше рас належало 6,4 %. Частка іспаномовних становила 5,1 % від усіх жителів.
За віковим діапазоном населення розподілялося таким чином: 24,4 % — особи молодші 18 років, 61,1 % — особи у віці 18—64 років, 14,5 % — особи у віці 65 років та старші. Медіана віку мешканця становила 33,9 року. На 100 осіб жіночої статі у місті припадало 89,7 чоловіків;  на 100 жінок у віці від 18 років та старших — 86,3 чоловіків також старших 18 років.
Середній дохід на одне домашнє господарство  становив 53 028 доларів США (медіана — 38 136), а середній дохід на одну сім'ю — 62 951 долар (медіана — 46 855). Медіана доходів становила 37 750 доларів для чоловіків та 29 291 долар для жінок. За межею бідності перебувало 22,9 % осіб, у тому числі 32,2 % дітей у віці до 18 років та 11,3 % осіб у віці 65 років та старших.
Цивільне працевлаштоване населення становило 13 268 осіб. Основні галузі зайнятості: освіта, охорона здоров'я та соціальна допомога — 25,2 %, мистецтво, розваги та відпочинок — 13,3 %, роздрібна торгівля — 12,2 %.

## Освіта
- Університет Святого Григорія
- Баптистський Університет Оклахоми
- Технологічний Центр імені Гордона Купера

## Визначні мешканці
- Бред Генрі — американський політик
- Бред Пітт — актор
- Лерой Гордон Купер — астронавт
- Джим Торп — дворазовий переможець літніх Олімпійських ігор 1912 року, визнаний найкращим спортсменом США у XX столітті